# Р-327 «Кветка»
Р-327 «Кветка» (с бел. «цветок») — белорусская станция помех КВ (НF) диапазона и комплекс радиоэлектронной борьбы, разработанный КБ «Радар».

## Описание
Р-327 «Кветка» создана на шасси грузовика МАЗ.
Станция предназначена для обнаружения, пеленгования, местоопределения и радиоподавления наземных и авиационных линий радиосвязи КВ (HF) диапазона, работающих на фиксированных частотах и в режиме программной перестройки рабочей частоты (ППРЧ), при поверхностном пространственном излучении помехового сигнала. Количество одновременно подавляемых линий связи: на фиксированных частотах — до 4, в режиме ППРЧ — 1. Станция позволяет подавлять системы спутниковой навигации GPS, ГЛОНАСС, BeiDou, Galileo.
Система способна проводить радиомониторинг и радиоподавление аналоговых и цифровых источников радио-излучения в УКВ-диапазоне от полутора до 30 МГц.
Комплекс значительно «ужался» по сравнению с предыдущими аналогами. Если раньше было необходимо три машины, в «Кветке» расчёт, состоящий из шести человек (2 водителя, два оператора, начальник станции и командир отделения), умещается в двух. Станция полностью электронная. Внутри практически отсутствует аналоговое направление. Значительно улучшена эргономика рабочих мест боевых расчётов.
С начала 2023 года комплекс принят на вооружение в белорусской армии, главным образом прикрывая приграничные участки. Первая передача комплексов в войска состоялась ещё в декабре 2022 года.